# Rossinyol de la Sonda
El rossinyol de la Sonda (Myiomela diana) és una espècie d'ocell de la família dels muscicàpids (Muscicapidae). Habita els boscos de muntanya i de peu de muntanya de les illes de Java i Sumatra. El seu estat de conservació es considera de risc mínim.
Un estudi del 2020 va trobar que la subespècie de Sumatra (M. diana sumatrana) constituïa, de fet, una espècie diferent (Myiomela sumatrana). Aquest es pot distingir físicament de la subespècie nominal (M. diana diana) pel seu plomatge molt més fosc, tant en mascles com en femelles.